# Diarylpyrimidines

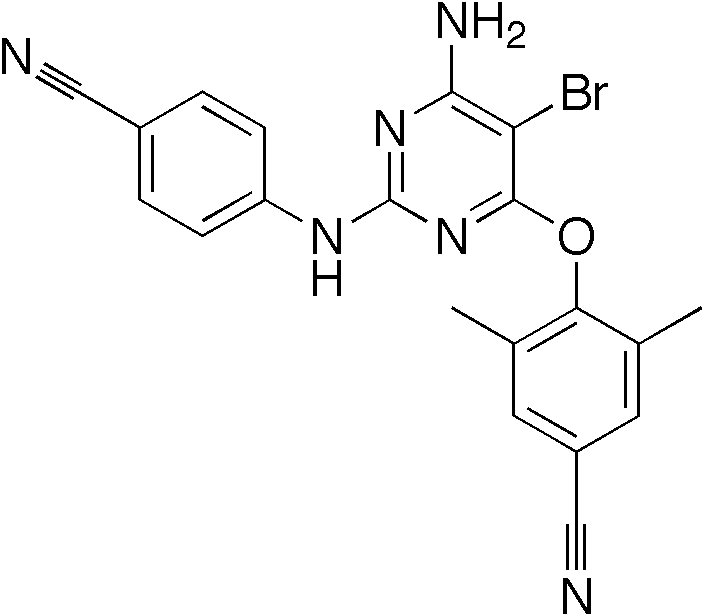
Cấu trúc hóa học của etravirine (Intelence)

Diarylpyrimidines (DAPY) và diaryltriazines (DATA) là hai loại phân tử có liên quan chặt chẽ với các nucleotide pyrimidine được tìm thấy trong DNA. Chúng cho thấy tiềm năng rất lớn trong việc ức chế hoạt động của sao chép ngược HIV. Một số hợp chất trong nhóm này là chất ức chế men sao chép ngược không nucleoside được sử dụng lâm sàng trong điều trị HIV / AIDS, đáng chú ý là etravirine  và rilpivirine.